# Paranola
Paranola is een geslacht van vlinders van de familie visstaartjes (Nolidae).

## Soorten
- P. bipartita van Son, 1933
- P. euryochra D.S. Fletcher, 1958
- P. nigristriga van Son, 1933